# سماء

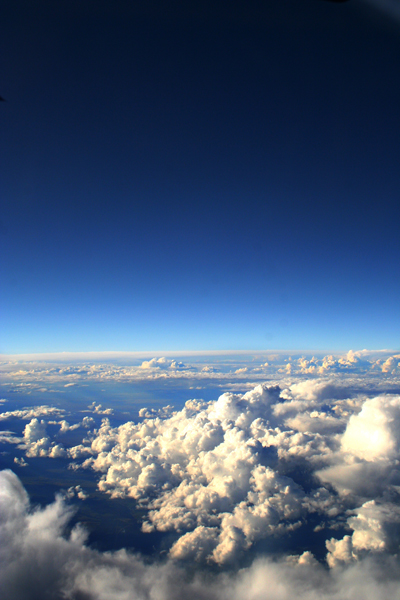
السماء من علو، صورة من طائرة

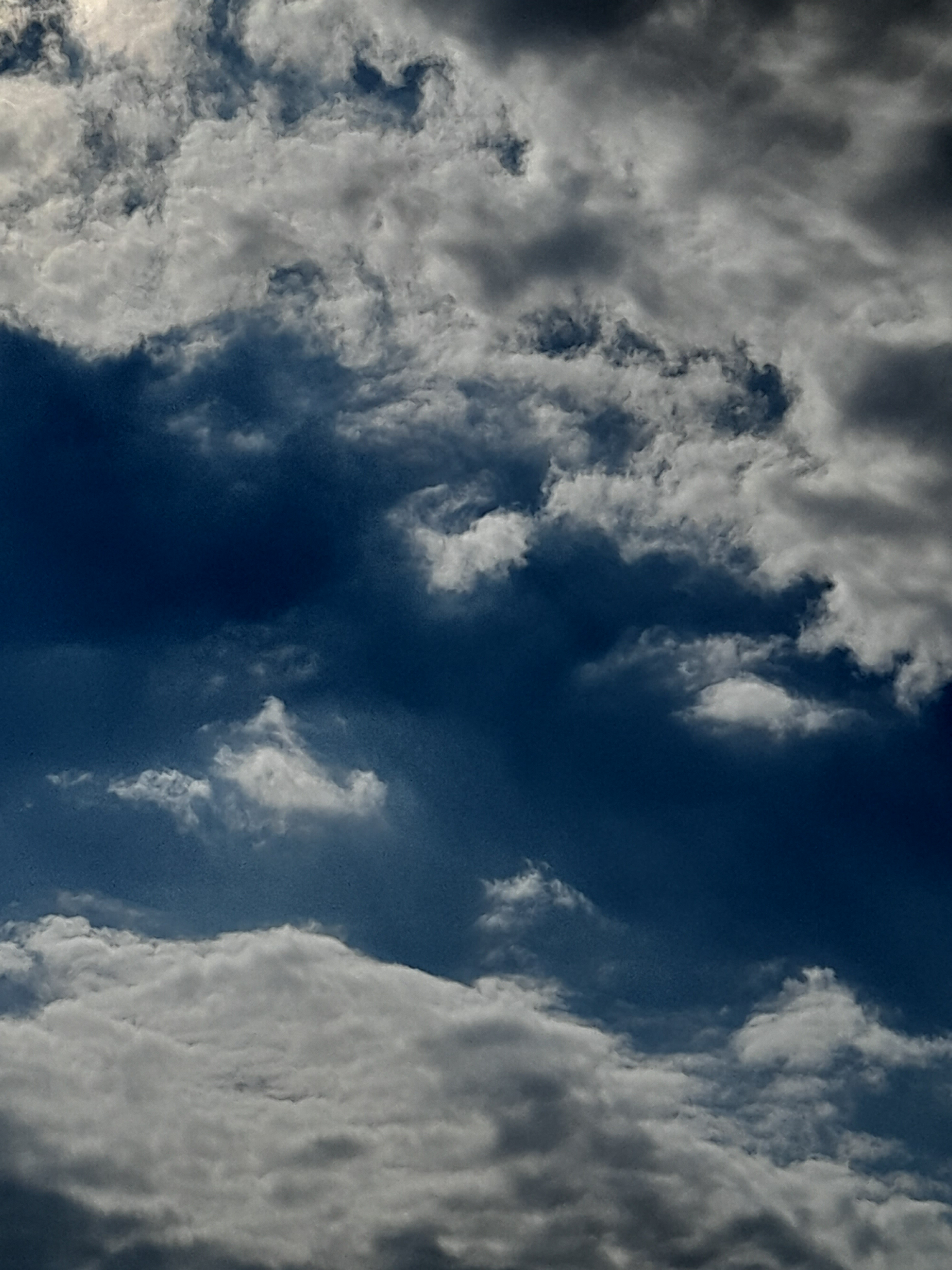

السَّماء، (بالإنجليزية: Sky)، (أو القبة السماوية)، هي كل ما يقع فوق سطح الأرض، بما في ذلك الغلاف الجوي، والفضاء الخارجي.
يستخدم مصطلح «السماء» بشكل غير رسمي كنقطة نظر من سطح الأرض؛ ومع ذلك، يمكن أن يختلف المعنى، والاستخدام. يمكن للمراقب على سطح الأرض أن يرى جزءًا صغيرًا من السماء، والذي يبدو أنه قبة، تُعرف أيضًا باسم القبة السماوية، تتسطح خلال النهار مقارنة بالليل.
وعند مناقشة حالة مثل الطقس، تشير السماء إلى الأجزاء السفلية، والأكثر كثافة، من الغلاف الجوي فقط.

## سماء الأرض
يختلف منظر السماء من سطح الأرض بإختلاف الوقت من الليل إلى النهار وفصول السنة وبحسب حالة الطقس أيضاً. خلال النهار السماء تظهر من الأرض زرقاء عميقة، وعند شروق الشمس وغروبها تظهر صبغات متدرجة من الأحمر والأصفر والبرتقالي .

## المعتقد القديم عن السماء
كان المعتقد القديم عن السماء بأنها غلاف للأرض لونها أزرق وإذا جاء الليل يكون لونها أسود.

## السماء في العصر الحديث

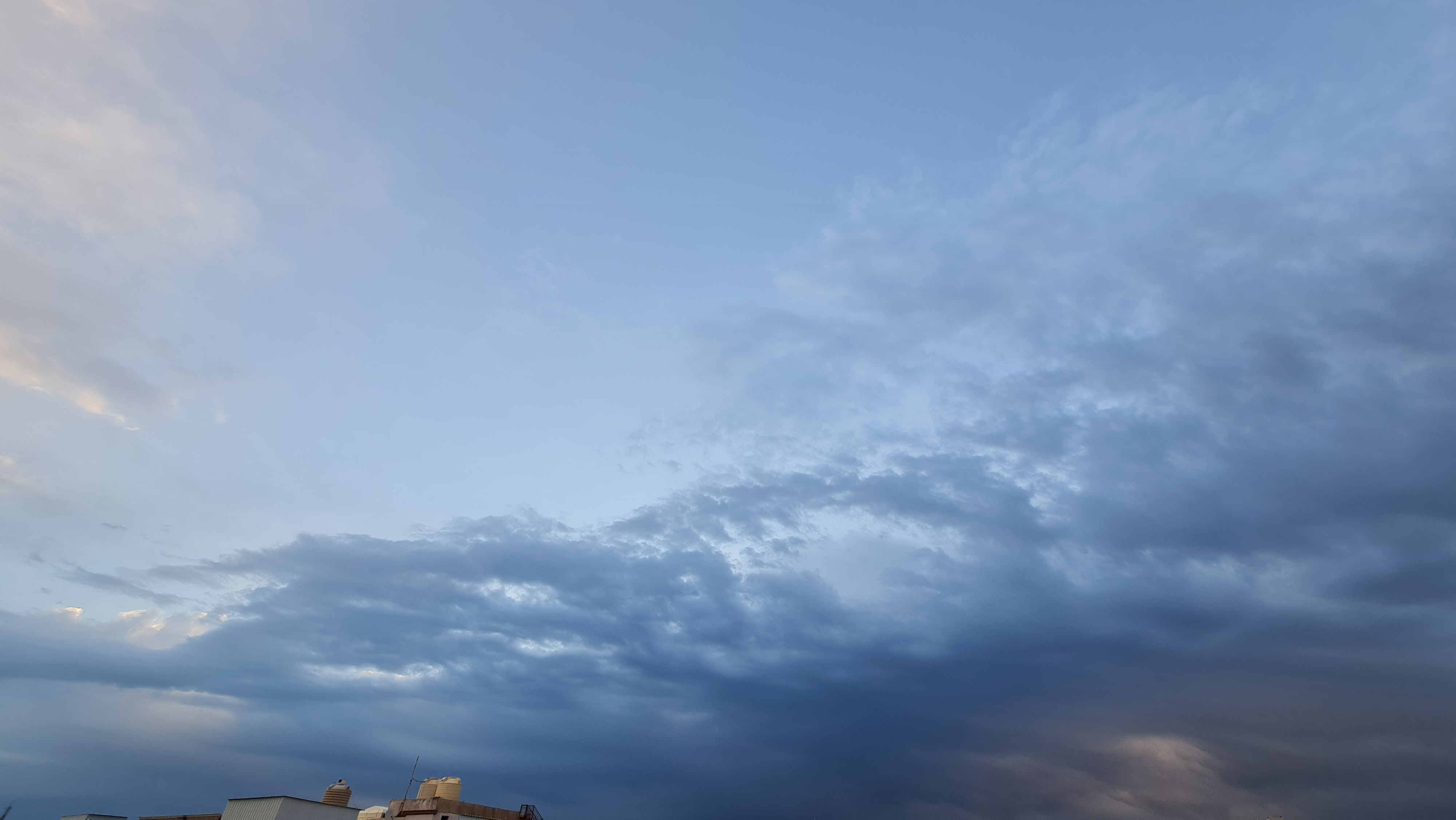
إنعكاس ضوء الشمس الذي يجعل السماء لونها زرقاء

السماء هي وصف لما نراه فوق الأرض، وهي أيضا الكون بما يحويه من مجرات ونجوم وكواكب ومادة مظلمة تنتشر في جميع أرجاء الكون، وما نراه من لون أزرق فهو انعكاس ضوء الشمس على الغلاف الجوي للأرض الذي سرعان ما يتغير لونه إلى البنفسجي عند الغروب أو الشروق وبعدها يصبح أسود وترى النجوم وأصقاع الفضاء المتاح للعين المجردة، وهذا لأن ضوء الشمس اختفى عند الغروب ولا ضوء لينعكس على الغلاف الجوي فيصبح الغلاف الشفاف مكشوفاً للفضاء الخارجي، وما نراه من سواد هو المادة الداكنة للكون البعيدة جداً.

## السماء في المعتقدات
في الإسلام:
ان السماء هي ما نراه فوق سطح الأرض بلا سند.
وحسب القرآن الكريم والحديث فالسماء لا يقصد بها الغلاف الجوي فحسب.
فمعنى السماء قد تكرر في القران في مواضع عدة فمرة يتكرر بصيغة الجمع (سماوات) ومرة يتكرر بصيغة المفرد (سماء) ونلاحظ أن القرآن حين يتحدث بصيغة الجمع ويورد كلمة (سماوات) انه يقصد نسيج الكون(الزمكان) الذي نعيش فيه بالإضافة إلى السموات الست الأخرى التي لم يصل لها العلم إلى وقتنا الحاضر، فمثلا حينما تكلم القران في اول سورة الانفطار عن انفطار السماء فإنه ادى الى انتثار الكواكب. بمعنى ان وجود السماء يسبب الجاذبية و انه بإنفطارها تنتفي الجاذبية. هذا يوافق ما تحدث عنه ألبرت أينشتاين في النظرية النسبه العامة عن نسيج الزمكان. تزيين السماء بالنجوم فانه قصد السماء الدنيا فقط قال تعالى (وزينا السماء الدنيا بمصابيح) وهذا يدل على أن السماء الدنيا يمكن إعتبارها هي الكون المرئي المرصود إلى الآن في العلم الحديث. فكما نعلم فان النجوم توجد على نطاق الكون الذي تم إكتشافه والذي يبلغ قطره حوالي 13 مليار سنة ضوئية. [6]
قال تعالى في القرآن: { إِنَّا زَيَّنَّا السَّمَاءَ الدُّنْيَا بِزِينَةٍ الْكَوَاكِبِ 《6》} - سورة الصافات. وهذا يدل على ان السماء الدنيا يمكن اعتبارها هي الكون المرئي المرصود حالياً.
```
اما بعض المقولات التي تم نسبها من مصادر غير موثوقة عن اسم السموات السبع والوانها التي يتم نشرها بدون التأكد من المصدر فهي معلومة باطلة وردت عن عبد المنعم هو ابن إدريس اليماني، وهو قصاص ليس يعتمد عليه، تركه غير واحد وأفصح أحمد بن حنبل فقال: كان يكذب على وهب بن منبه. وقال البخاري: ذاهب الحديث. وقال ابن حبان: يضع الحديث على أبيه وعلى غيره، وكذبه ابن معين، كما في اللسان وأبوه إدريس بن سنان أبو إلياس الصنعاني، ابن بنت وهب بن منبه: ضعيف، كما في التقريب ولذلك عزاه السيوطي في كتاب (أسرار الكون) لأبي الشيخ بسنده واه. انتهى... وقد سبق ذكر هذه الأوصاف في الفتوى رقم: 68046. 
```

حيث روى أبو الشيخ في كتاب العظمة من طريق عبد المنعم عن أبيه عن وهب عن أبي عثمان النهدي، قال: قلنا لسلمان رضي الله عنه: حدثنا عما فوقنا من خلق السماوات وما فيهن من العجائب. فقال سلمان رضي الله عنه: نعم، خلق الله عز وجل السماوات السبع، وسماهن بأسمائهن، وأسكن كل سماء صنفاً من الملائكة يعبدونه، وأوحى في كل سماء أمرها، فسمى سماء الدنيا رقيعاً، فقال لها: كوني زمردة خضراء فكانت، وسمى السماء الثانية أرقلون وقال لها: كوني فضة بيضاء فكانت، وجعل فيها ملائكة قياماً مذ خلقهم الله عز وجل، وسمى السماء الثالثة قيدوم وقال لها: كوني ياقوتة حمراء فكانت، ثم طبقها ملائكة ركوعاً، لا تختلف مناكبهم صفوفاً، قد لصق هؤلاء بهؤلاء وهؤلاء بهؤلاء طبقاً واحداً، لو قطرت عليهم قطرة من ماء ما تجد منفذاً، وسمى السماء الرابعة ماعوناً وقال لها: كوني درة بيضاء فكانت، ثم طبقها ملائكة سجوداً على مثال الملائكة الركوع، وسمى السماء الخامسة ريعاً وقال لها: كوني ذهبة حمراء فكانت، ثم طبقها ملائكة بطحهم على بطونهم ووجوههم وأرجلهم في أقصى السماء من مؤخرها، ورؤوسهم في أدنى السماء من مقدمها، وهم البكاءون يبكون من مخافة الله عز وجل، فسماهم الملائكة النواحين، وسمى السماء السادسة دفتا وقال لها: كوني ياقوتة صفراء فكانت، ثم طبقها ملائكة سجوداً ترعد مفاصلهم وتهتز روؤسهم لهم أصوات عالية، يسبحون الله تعالى بها ويقدسونه لو قاموا على أرجلهم لنفذت أرجلهم تخوم الأرض السابعة السفلى، ولبلغت رؤوسهم السماء السابعة العليا، سيقومون على أرجلهم يوم القيامة بين يدي رب العالمين تبارك وتعالى، وسمى السماء السابعة العليا عريباً وقال لها: كوني نوراً فكانت نوراً على نور يتلألأ.. فذكر الحديث.
وهذا لا يصح بتاتا، وهو مناف لمبادئ الحديث حيث لا يأخذ بعين الاعتبار الحديث الذي يأتي من مصدر واحد بدون شاهد ثانٍ عن من ابطل أهل العلم مصداقيتهم

## لون السماء

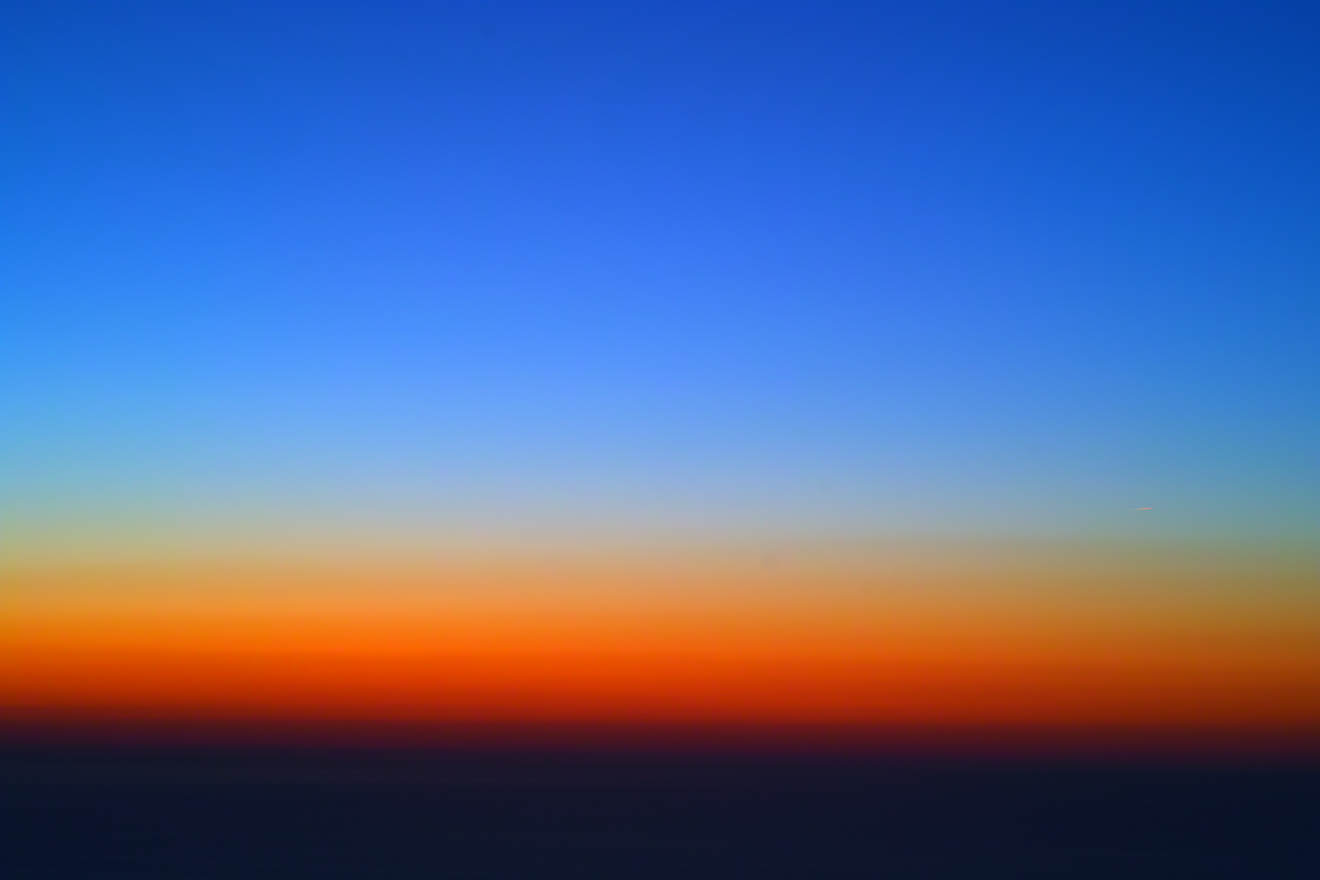
تدرج لوني مميز للسماء أثناء الغروب نتيجة لما يسمى بتبعثر رايلاي.

يعتقد البعض أن للسماء لوناً أقرب ما يكون للأزرق في وقت النهار في حين أنه يتحول إلى الأحمر أثناء الغروب والأسود في الليل. في الحقيقة ليس للسماء أي لون (يمكن القول تقليدياً أن لونها أسود في حين أن الأسود علمياً يعني انعدام اللون لعدم انعكاس أو انكسار الأشعة من الوسط الحاوي له). إن سبب ظهور السماء بألوان مختلفة ليس سوى انعكاس وانكسار الضوء القادم من الشمس على وجه خاص لدى عبوره الغلاف الجوي للأرض واصطدامه بمكوناته من الهواء والغبار وغير ذلك.

### تبعثر رايلاي
استطاع عالم إنكليزي يدعى رايلاي تفسير هذه الظاهرة من منظور فيزيائي حيث بين أن الأشعة المتبعثرة من الجسيمات الأصغر من الطول الموجي للضوء المرئي (عادة ذرات وجزيئات المواد الشفافة كالهواء والسائل والزجاج) تتناسب عكسيا مع طولها الموجي مرفوعاً للقوة الرابعة. من المعلوم أن لكل مادة خواصها المميزة اعتماداً على بنيتها الذرية، وتتميز الذرات بامتصاصها لأطوال موجية معينة وعكسها لأطوال موجية أخرى. يعد النيتروجين مثلاً المكون الرئيس (78%) والأكسجين حوالى 21% في غلافنا الجوي. معلوم أيضاً أن الضوء هو خليط من ألوان مختلفة يمكن أن نراه الأحمر وانتهاءً باللون البنفسجي. لما كان اللون الزنبقي له طول موجي أصغر من الطول الموجي للون الأحمر أو الأصفر أو الأخضر مثلاً فإنه سيتبعثر وفقاً لقانون رايلاي أكثر من باقي الألوان. كما أسلفنا فإن هذا اللون المتبعثر ينتشر في جميع الاتجاهات فيصل بعضه نحو العين طاغياً عليه اللون الأزرق.

## مواضيع ذات صلة
- تسارع توسع الكون